# Sven Hartmann
Sven Hartmann (* 5. April 1988 in Großröhrsdorf) ist ein deutscher Basketballspieler. Hartmann ist 1,88 Meter groß und wiegt 80 kg. Er spielt auf der Position des Point Guard und des Shooting Guard.
Seine Karriere begann Sven Hartmann in der Jugend des TSV Bayer 04 Leverkusen. 2006/07 machte er erstmals auf sich aufmerksam, als er im Nachwuchs-Basketball-Bundesliga-Kader der Giants Academy stand. Das Team schaffte es allerdings nur in die 1. Runde der NBBL-Playoffs und schied dort gegen den Bramfelder SV aus. Da Hartmann nach der Saison zu alt war um in der NBBL zu spielen, war er fortan als Spieler für die Regionalligamannschaft der Giants auf Korbjagd.
Als die Bayer AG ihren Rückzug aus dem Sponsoring der Bayer Giants Leverkusen ankündigte, wurde die 2. Herrenmannschaft der Giants, die in der 1. Regionalliga spielte, zum 1. Herrenteam der Leverkusener. Sven Hartmann ging in der Saison 2008/09 als Co-Captain der Bayer Giants in die Saison. Angetrieben von frenetischen Fans und einer guten Mannschaft, schafften die Leverkusener ganz überraschend den Aufstieg in die ProB.
Vor der Saison 2009/10 gaben die Bayer Giants Leverkusen die Vertragsverlängerung von Hartmann bekannt. Er geht somit in seine 1. Spielzeit als Spieler in der ProB. Zudem ist er als Doppellizenzspieler für die Giants Düsseldorf aktiv.
Nach der Spielzeit 2010/11 gaben die Bayer Giants Leverkusen bekannt, dass der Vertrag mit Sven Hartmann nicht verlängert werden soll. Damit endet vorläufig die Karriere des 22-Jährigen im Bayer-Trikot nach 14 Jahren Vereinszugehörigkeit.